# Kiez

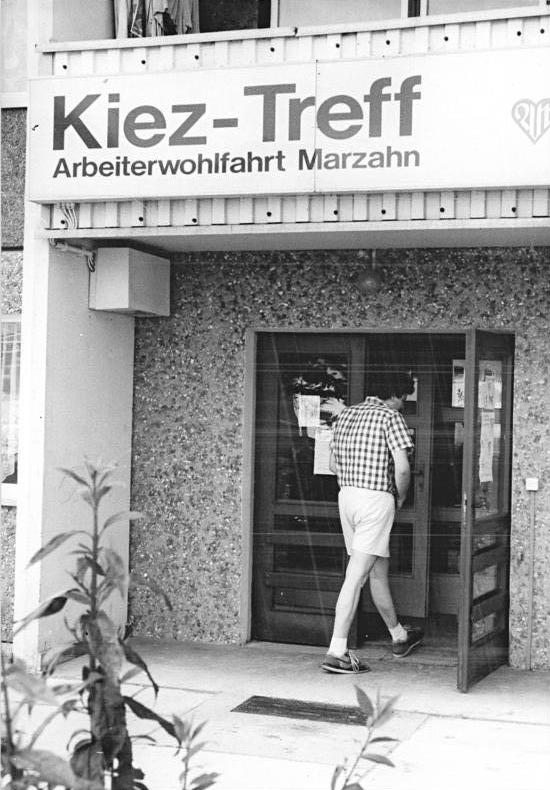
Kiez-Treff in Berlin-Marzahn, 1990

Kiez of Kietz is een Duits woord dat refereert aan een stadswijk, veelal een relatief kleine gemeenschap in een grotere stad. Het woord wordt voornamelijk gebruikt in Berlijn en het noorden van Duitsland.
Een Kiez is nooit officieel gedefinieerd door een gemeente of regering en heeft daarom geen vaste grenzen. Oorspronkelijke Berlijners noemen de omgeving rond hun huis vaak mein Kiez (mijn Kiez). Daarmee wordt niet alleen het eigenlijke gebied bedoeld, maar ook en vooral het sociale systeem van de buurt. In Hamburg wordt met der Kiez het gebied rond de Reeperbahn in de wijk Sankt Pauli bedoeld. Het woord Kiez kan om deze reden in bredere zin ook "rosse buurt" betekenen. Kiezdeutsch, het Duits dat in een Kiez gesproken wordt, met name door personen, jonger dan circa 30 jaar, is een Duitse aanduiding voor straattaal.

## Originele betekenis vanKietzofKiez
Bij kastelen van enige betekenis in het noordoosten van Duitsland ontstond in de middeleeuwen vaak een aparte nederzetting voor dienstpersoneel, onder wie vissers. Zo'n buurtje, vaak in de vorm van een klein straatdorp zonder eigen kerkgebouw,  wordt in de dialecten van de regio een Kiez of Kietz genoemd. Ook Gröben bij Ludwigsfelde, niet ver ten zuiden van Berlijn, heeft nog zo'n Kietz, in dit geval was dit tot en met de 19e eeuw een groep vissershuisjes. De herkomst van het woord Kie(t)z is onduidelijk.

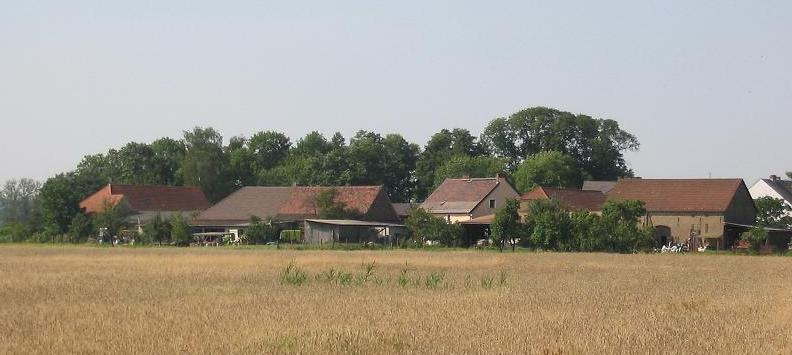
Het buurtje Kietz te Gröben
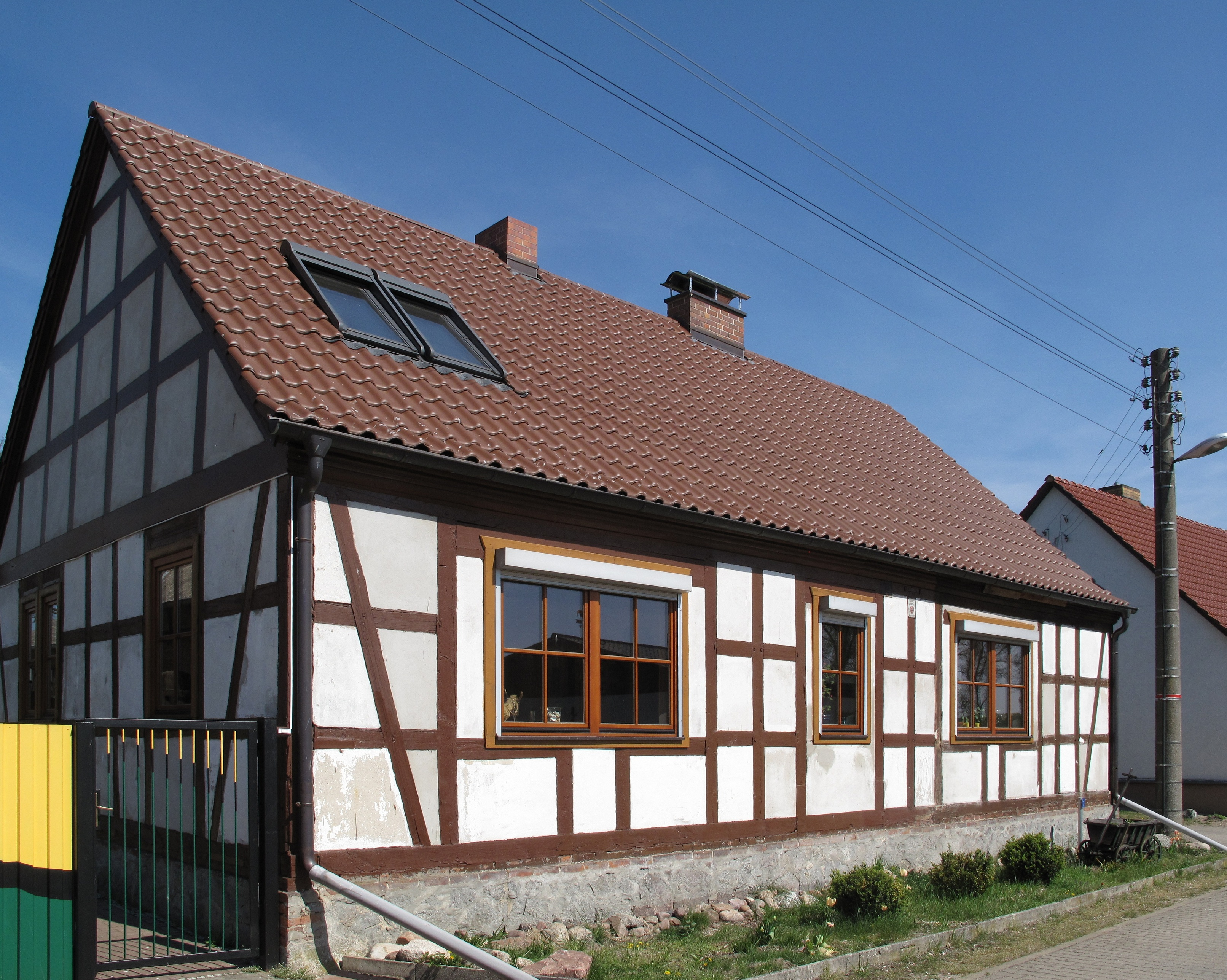
De Altfriedländer Kietz, een in 1375 in een document vermeld vissersdorpje bij Neuhardenberg, Brandenburg